# 송림시
송림시(松林市)는 황해북도의 서북부에 위치하는 도시로, 대동강에 접한 항만 도시이자 광공업 도시이다.

## 지리
황해북도의 서북단에 위치한다. 동쪽과 남쪽은 황주군, 북쪽은 평양시 강남군이다. 대동강을 사이에 두고 남포시 대안구역이 있다.
대동강 하류에 위치하고 있고 동쪽으로 갈수록 점점 높아지는 지형이다. 대체로 낮은 산들이 위치해 있으며 최고봉은 송림산이다. 주요 하천으로는 대동강, 매상천, 황주천이 있다.

## 역사

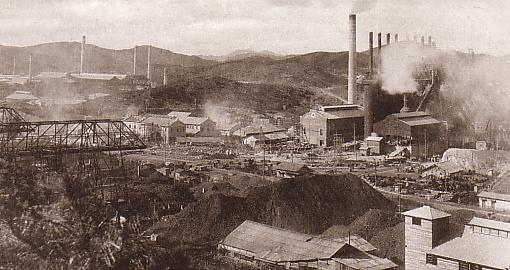
일제 강점기 시대에 설치된 미쓰비시 겸이포 제철소

대동강변에 위치한 송림항은 원래 '솔메'(송산동, 松山洞)라고 불리던 작은 어촌이었다. 청일전쟁 때 양항(良港)으로서 주목받게 되었고 일본군 부대의 평양 방면 상륙지로 선택되어 항만으로 정비되었다. 일본 제국은 이 때 항구 건설의 지휘를 맡은 일본군 장교인 와타나베 겐지(渡辺兼二)의 이름을 따서 이곳을 '겸이포'(兼二浦)라고 칭하였다. 1945년 광복 후에 송림면으로 행정구역명을 회복하였고, 1947년 6월에 송림시로 승격하였다.

### 연혁
- 조선 시대 : 황주군 송림방(松林坊) → 송림면(松林面)
- 1919년 4월 1일: 송림면 겸이포 일대를 겸이포면으로 분리하고, 상담역을 두는 지정면(指定面)으로 하였다.[3]
- 1931년 4월 1일 : 겸이포면에 겸이포읍이 설치되었다.[4]
- 1942년 4월 1일 : 송림면이 겸이포읍에 편입되어 폐지되었다.[5]

| 조선총독부령 제104호            |               |
| 구 행정구역                     | 신 행정구역   |
| 송림면 일원                     | 겸이포읍 일부 |
| 삼전면 외송리 일부              | 겸이포읍 일부 |
| 구성면 룡두리 일부, 죽대리 일부 | 겸이포읍 일부 |
- 1945년 8월 15일 건국준비위원회의 건국 준비 과정에서 겸이포읍을 송림시로 승격하였다. 대한민국은  이북5도위원회 행정구역에서 이를 인정하고 있으나 소비에트 민정청에서는 이것이 인정되지 않았다.
- 1946년 9월 : 겸이포읍이 송림면으로 개칭되었다.[6]
- 1947년 6월 : 송림면이 송림시로 승격하였다.

## 산업
일제강점기에 제철을 이용한 중공업이 발전하기 시작했다. 1910년대 후반에 미쓰비시 제철이 대규모 제철소를 건설해 겸이포 철광산이나 황해도 일대의 철광석을 재료로 제철 산업이 번성했다.
현재 송림시는 평양공업지구에 속하여 있다. 송림제철소를 비롯한 중공업 시설들이 배치되어 있다.

## 교통
사리원시를 연결하는 철길와 도로가 있고, 수상 교통이 발달하였다.

## 기후
| Songrim의 기후           | Songrim의 기후 | Songrim의 기후 | Songrim의 기후 | Songrim의 기후 | Songrim의 기후 | Songrim의 기후 | Songrim의 기후 | Songrim의 기후 | Songrim의 기후 | Songrim의 기후 | Songrim의 기후 | Songrim의 기후 | Songrim의 기후 |
| 월                       | 1월            | 2월            | 3월            | 4월            | 5월            | 6월            | 7월            | 8월            | 9월            | 10월           | 11월           | 12월           | 연간           |
| ------------------------ | -------------- | -------------- | -------------- | -------------- | -------------- | -------------- | -------------- | -------------- | -------------- | -------------- | -------------- | -------------- | -------------- |
| 일평균 최고 기온 °C (°F) | −0.5 (31.1)    | 1.7 (35.1)     | 7.6 (45.7)     | 15.7 (60.3)    | 21.6 (70.9)    | 25.9 (78.6)    | 28.2 (82.8)    | 28.4 (83.1)    | 24.4 (75.9)    | 18.3 (64.9)    | 9.6 (49.3)     | 1.4 (34.5)     | 15.2 (59.4)    |
| 일일 평균 기온 °C (°F)   | −5.5 (22.1)    | −3.4 (25.9)    | 2.7 (36.9)     | 9.9 (49.8)     | 15.9 (60.6)    | 20.7 (69.3)    | 24.2 (75.6)    | 24.2 (75.6)    | 19.5 (67.1)    | 12.5 (54.5)    | 4.6 (40.3)     | −3.0 (26.6)    | 10.2 (50.4)    |
| 일평균 최저 기온 °C (°F) | −10.4 (13.3)   | −8.4 (16.9)    | −2.2 (28.0)    | 4.2 (39.6)     | 10.3 (50.5)    | 15.6 (60.1)    | 20.3 (68.5)    | 20.0 (68.0)    | 14.6 (58.3)    | 6.7 (44.1)     | −0.4 (31.3)    | −7.3 (18.9)    | 5.3 (41.5)     |
| 평균 강수량 mm (인치)    | 12 (0.5)       | 15 (0.6)       | 25 (1.0)       | 37 (1.5)       | 79 (3.1)       | 101 (4.0)      | 292 (11.5)     | 190 (7.5)      | 102 (4.0)      | 38 (1.5)       | 39 (1.5)       | 17 (0.7)       | 947 (37.4)     |
| 출처: Climate-Data.org   |                |                |                |                |                |                |                |                |                |                |                |                |                |

## 행정 구역
현재 송림시는 19동과 6리로 이루어져 있다.
| - 꽃핀동 - 네길동 - 동송동(東松洞) - 사포1·2동(絲浦洞) - 삼가동(三街洞) - 새마을동 - 새살림1~4동 - 석탑동(石塔洞) - 송산동(松山洞) - 신흥동(新興洞) - 오류동(五柳洞) - 운곡동(雲谷洞) - 월봉동(月峯洞) - 전동(前洞) - 철산동(鐵山洞) | - 당산리(堂山里) - 마산리(馬山里) - 서송리(西松里) - 석탄리(石灘里) - 신량리(新兩里) - 신성리(新成里) |

## 같이 보기
- 황해제철소
- 평양공업지구

## 참고 자료
- Dormels, Rainer. North Korea's Cities: Industrial facilities, internal structures and typification. Jimoondang, 2014. ISBN 978-89-6297-167-5